# 토마스 에네볼트센
토마스 에네볼트센(덴마크어:Thomas Enevoldsen, 1987년 7월 27일-)는 덴마크의 전 축구 선수이다.